# Schloss Kümmersbruck

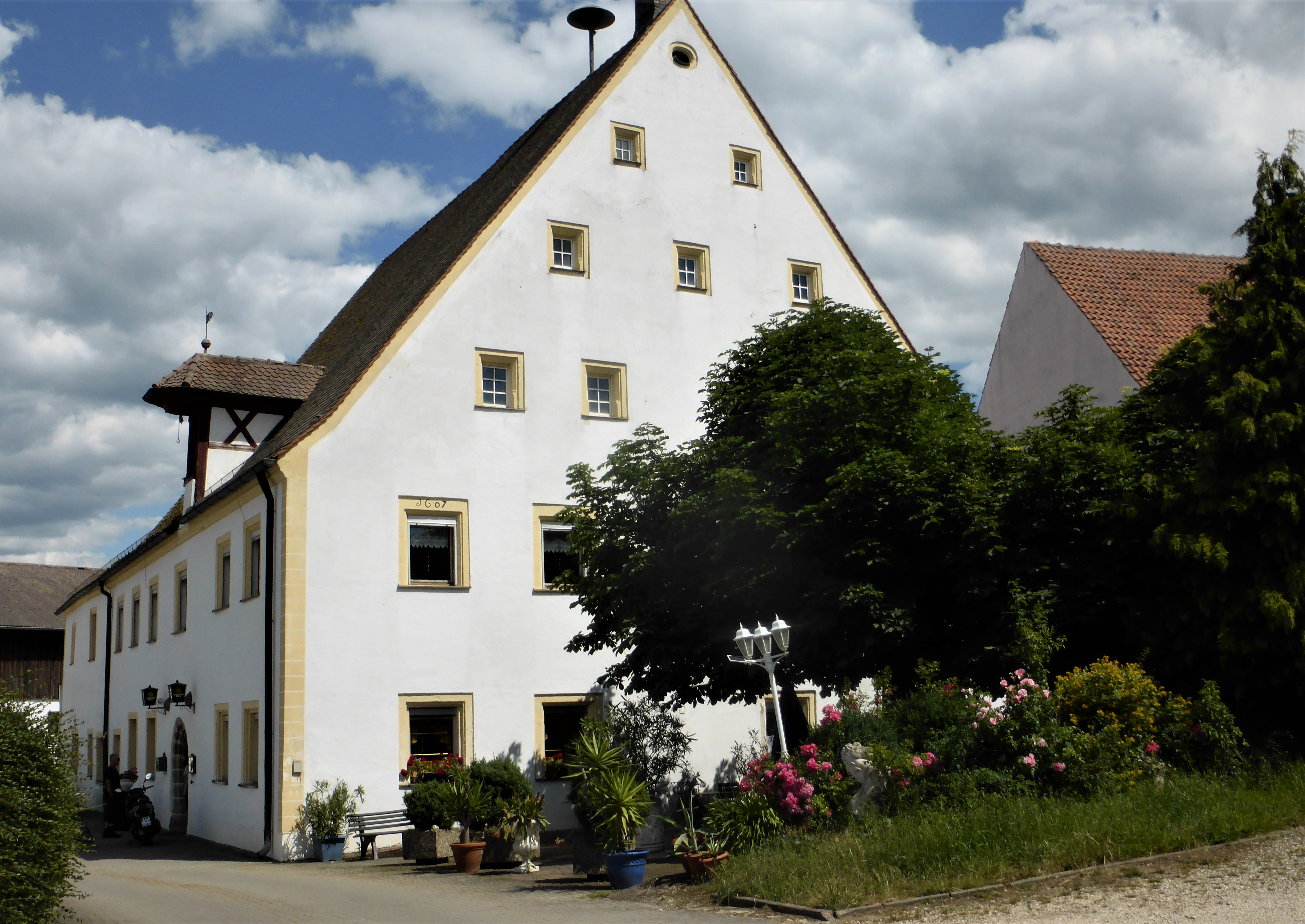
Schloss Kümmersbruck (2020)

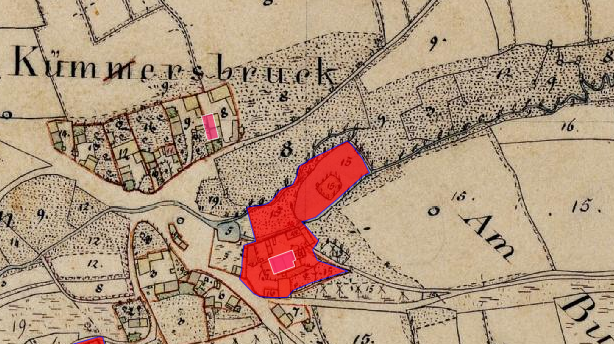
Lageplan von Schloss Kümmersbruck auf dem Urkataster von Bayern

Das Schloss Kümmersbruck ist ein Schloss in der oberpfälzischen Gemeinde Kümmersbruck im Landkreis Amberg-Sulzbach von Bayern. 1845 wurde es in eine Gastwirtschaft umgewandelt, die bis heute besteht. Das ehemalige Landsassengut ist unter der Aktennummer D-3-71-136-1 als Baudenkmal verzeichnet. „Archäologische Befunde des Mittelalters und der frühen Neuzeit im Bereich des ehem. Schlosses von Kümmersbruck, darunter die Spuren von Vorgängerbauten bzw. älterer Bauphasen“ werden zudem als Bodendenkmal unter der Aktennummer D-3-6537-0183 geführt.

## Geschichte
Kümmersbruck war seit 1100 Stammsitz des ortsadeligen Geschlechts der Kümmersbrucker. Damals wird ein Arnold von Chumbrechtsbruke genannt, 1189 wird ein Konrad von Chumbrechtsbruke genannt. Dieser hatte zwei Brüder, Erchenbert und Kunrad Heinrich Gerwick von Chümmersbrucke, genannt 1214. Ein Konrad von Kümmersbruck war 1323 Jägermeister in Oberbayern und wurde anlässlich der Krönung von Kaiser Ludwig des Bayern in Rom auf der Tiberbrücke zum Ritter geschlagen. Ein Heinrich der Kümmersbrucker war einer der drei Schwiegersöhne des 1373 ohne männliche Erben verstorbenen Hermann von Ammerthal. Er musste sich mit seinem Schwager Erhard Eschenbeck wegen des Erbes zu Oberammergau vergleichen. Der Letzte des Geschlechts war dieser Heinrich Kümmersbrucker, der vermutlich 1393 verstorben ist. Er vermachte sein Erbe seiner Frau Anna unter der Bedingung, dass die „ihren Wittibstuhl nit verrückt“. Diese verrückte ihren Witwenstuhl kurz darauf und heiratete Heinrich den Kemnather. Die Kinder der Schwester des Heinrichs, Elsbeth der Tedenreuterin, erkauften den Besitz um 130 Pfund.
Seit 1423 sind in Kümmersbruck die Eschenbeck nachgewiesen, die aus Ammerthal stammten. 1442 verkauft Konrad der Eschenbeck seinen Sitz an das Kloster Ensdorf; da dieses den Kaufvertrag nicht eingehalten hatte, musste der Kauf 1449 rückabgewickelt werden. 1463 ist der Amberger Bürger Konrad Heiden als Besitzer nachgewiesen. Nach ihm erwarb wieder das Kloster Ensdorf den Sitz, veräußerte diesen aber 1499 an den Hans Uttelhofer zu Deining, Pfleger zu Hohenfels, und seine Frau Barbara, eine geborene Kemnatherin. Von diesen kam Kümmersbruck an einen Velhorn aus Amberg, dann 1518 an Jörg Kastner, im gleichen Jahr ging das Gut an die Nortweiner über. Ruger Nortweiner hatte seinen ererbten Sitz Theuern an die Portner verkauft und dafür Kümmersbruck erworben. 1526 wurde das Gut zu einem kurfürstlichen Lehen umgewandelt. 1564 wurden Endres Kodnit († 1578) und seine Brüder Johann (protestantischer Pfarrer in Nabburg) und Wolf Kodnit damit belehnt, seit 1579 war Wolf Kodnit der Alleinbesitzer. Über den protestantischer Pfarrer Johann heißt es, er mache „das Bild eines vornehmen Kirchendieners, den seine Pfünde reichlich nährt – im Examen schneidet er gut ab, hält höchstens vier Predigten, war lange Zeit im Konkubinat, hat dann aber geheiratet. Er ist ein Säufer, Spieler und Gotteslästerer.“ 1589 verkauften die Vormünder des Sohnes von Wolf Kodnit, Hans Wolf, Kümmersbruck an Joachim Portner.

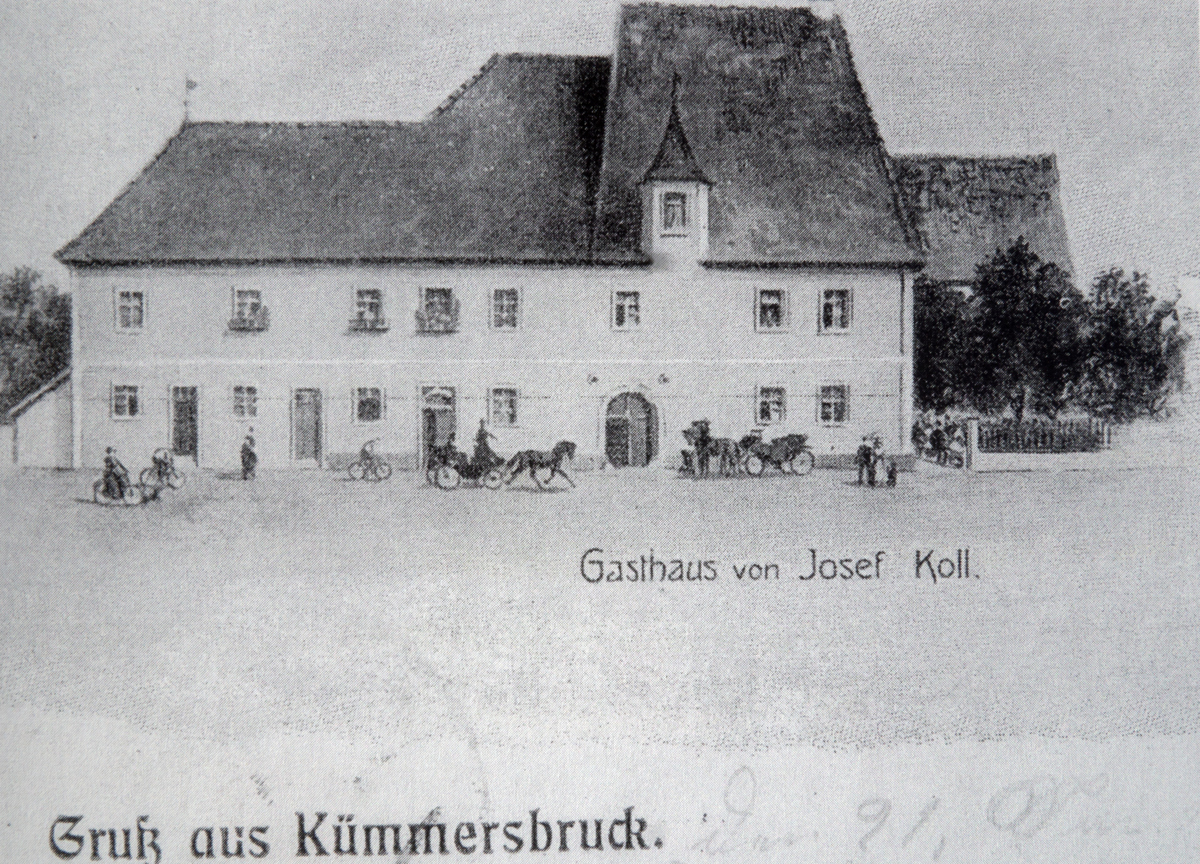
Schloss Kümmersbruck (1905)

1598 wurde Kümmersbruck ein pfälzisches Erblehen. 1606 war Leonhard Muntzer (Münzer), Schwiegersohn des Hans Joachim Portner, der Lehensträger († 2. Juli 1619). Er ließ das sich in schlechtem Zustand befindliche Schloss neu aufbauen. Auf ihn folgten zwei Söhne, zuerst sein Sohn Hans Joachim Münzer und seit 1622 sein Sohn aus erster Ehe, Georg Christian Münzer (Mantzer), Forstmeister zu Waldsassen. Dieser veräußerte den Sitz 1629 an Hans Thoma von Fronhaim und Malching. Dieser verstarb 1634 an der Pest und das Gut fiel bis 1649 an seine Tochter, die mit Kaspar Melchior Fuchs verheiratet war. 1649 übernahm die Regierung zu Amberg das überschuldete Gut und schenkte es 1650 dem Obristen Augustin von Fritsch († 1662). Ihm und nachfolgend seinem Sohn Johann Michael von Fritsch, Regierungsrat zu Amberg, wurde die niedere Gerichtsbarkeit zu Kümmersbruck zugestanden. Johann Michael von Fritsch verstarb unverheiratet am 27. November 1697. 1699 wurde damit der Regierungsadvokat Dr. Johann Reinhard Grienagl belehnt. Diese Familie behielt das Gut bis 1810. In diesem Jahr verstarb Xaver Grienagel und das Gut ging an seine schon bejahrte Schwester Margarethe, verheiratet mit dem Forstmeister Anton Gottlieb von Spitzel, über. Die Söhne der Margarethe verkauften das Gut an den jüdischen Handelsmann Jakob Leistner aus Regensburg. Bis zum März 1820 war das Landsassengut zertrümmert. Den Rest erwarb am 14. September 1820 Wolfgang Mauser von Heldmannsberg. Ein Teil des hohen Dachstuhls wurde abgetragen und nach Sulzbach verkauft. Auf ihn folgte am 22. Februar 1842 sein Sohn Georg. 1845 wurde das Schloss in ein Gasthaus umgewandelt und seit diesem Jahr wird hier das Bierschankrecht ausgeübt.

## Baulichkeit
Der heutige Baukomplex ist ein zweigeschossiger, verputzter Massivbau mit einem Satteldach. Auf einer Seite besitzt er eine Aufzugsgaube und ein profiliertes Steinportal. Im ersten Stock findet sich die in Stein gemeißelte Jahreszahl „1607“, die sich auf die Erbauungszeit des Schlosses unter Leonhard Münzer bezieht.